# 嘉素
嘉素主教 (葡萄牙語﹕Dom. João de Casal，1641年 - 1735年9月20日)，出生於葡萄牙維迪堡。於1690年至1735年期間擔任天主教澳門教區第三任主教。在任45年，為澳門教區歷史上在任時間最長的主教。

## 生平
嘉素於1641年出生於葡萄牙阿連特茹大區的維迪堡，及後於埃武拉大學修讀神學。1690年，獲葡萄牙國王佩德羅二世任命，並於同年由教宗亞歷山大八世批准，擔任天主教澳門教區主教。另外，在批准嘉素任命的期間。教宗決定在南京和北京另設新教區，使澳門教區只負責澳門及兩廣地區的教務。
嘉素主教於1692年到澳門履新，終結了自1633年起，因受葡萄牙和西班牙兩國合併又分離後的連年戰爭影響，而懸空了七十四年的天主教澳門教區主教空缺。
嘉素蒞任後，設立紅衣會(即教區參議會)。在任45年，1735年死於澳門，葬於大堂內。